# Naosz (szekrény)

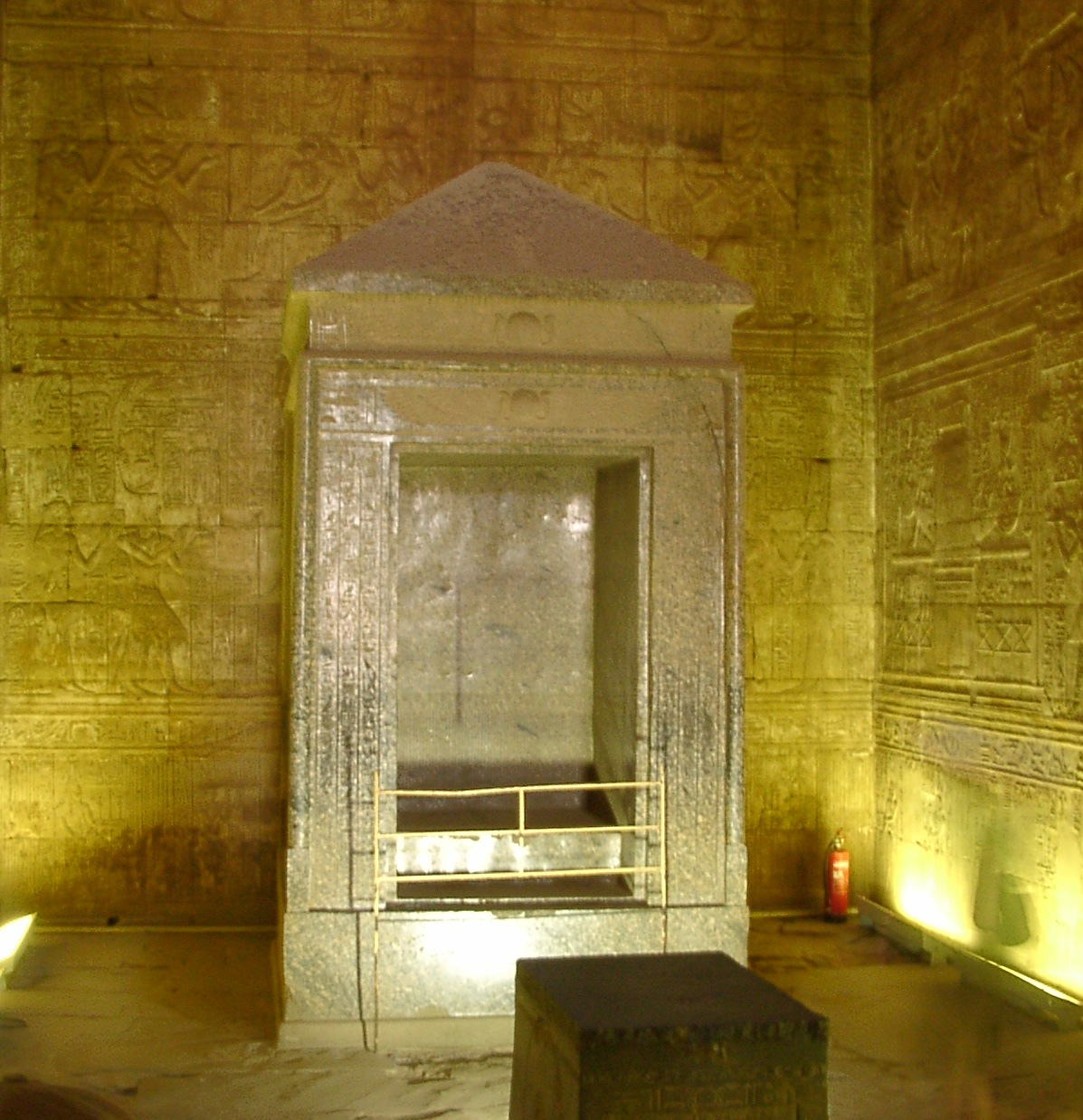
Az edfui Hórusz-templom naosza

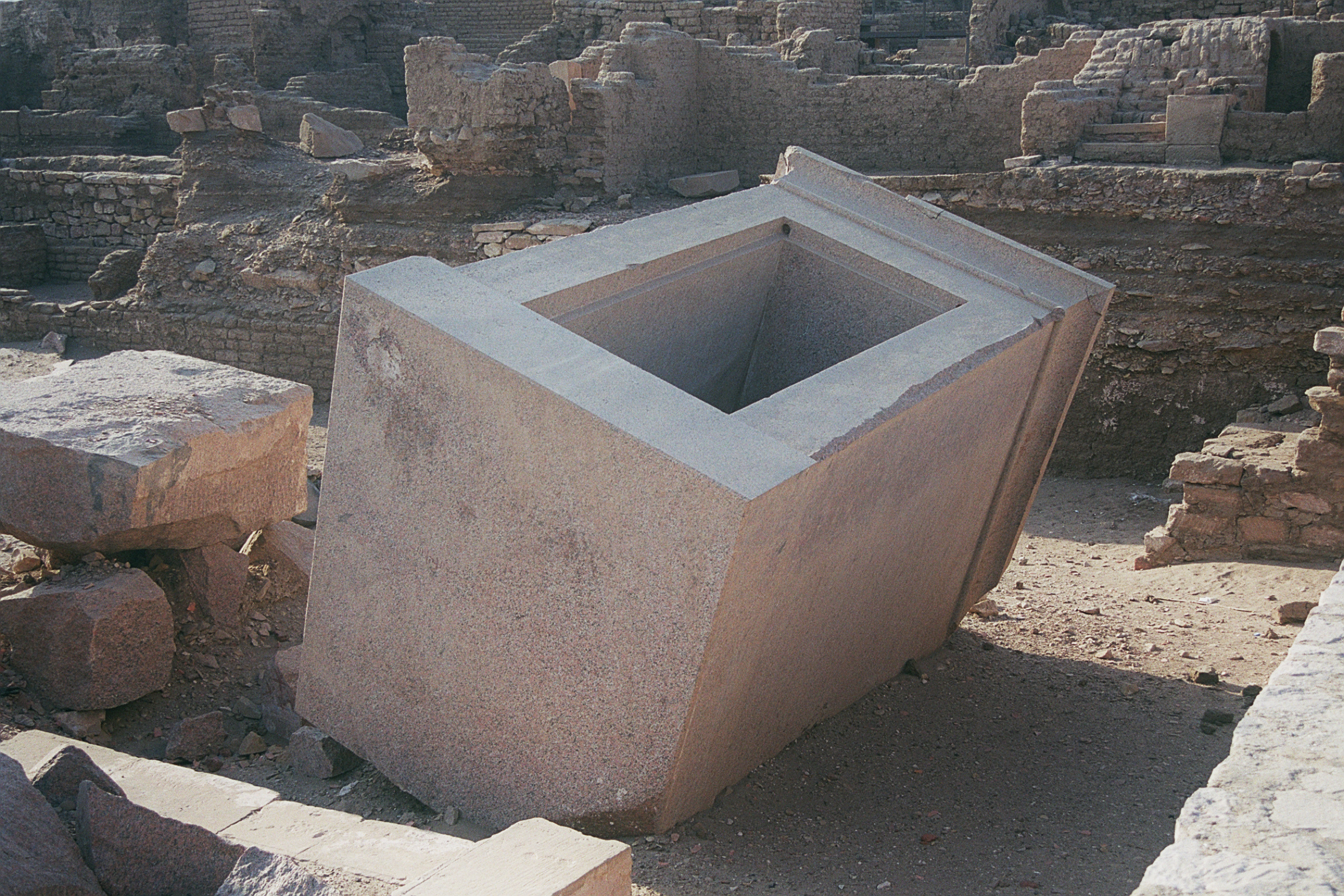
A lerombolt elephantinéi Hnum-templom „félredobott” naosza

A naosz az ókori egyiptomi templomok szentélyében álló szoborszekrény, amelyben a templomban tisztelt istenség kultuszszobrát tárolták.
A naosz rendszerint magában álló, istensátort (sh nṯr) formázó építmény volt, gyakran egyetlen gránittömbből, vagy más, hasonlóan értékes és kemény kőből kifaragva. Kétszárnyú ajtó választotta el a külvilágtól, amelyet a „Széth ujjának” nevezett retesszel zártak. A korai dinasztikus időkben a naoszt még egyszerűbb, könnyen pusztuló anyagokból építették. Már az óbirodalom idejéről is maradtak ránk naoszok, Dzsószer Netjerihet király heliopoliszi naosza (amely ma a torinói múzeumban látható), vagy Uszerkaf naosza az Abu Guráb-i naptemplomában. Később, a Későkor és a görög-római kor idején a naoszok monumentális méretekben is készülhettek. Ilyen nagy méretű naosz az eredeti helyén tekinthető meg az edfui templomban, vagy szinte félredobva, Hnum isten elephantinéi templomának romjai között.
A naoszt rendszerint négyzet alapú hasáb alakúra készítették, és gazdagon díszítették, a domborművek mellett rituális szövegek is kerülhettek a külső felületére. A felső peremén általában Ureusz-fríz kapott helyet, a teteje általában piramis alakban végződött, amely az Ősdombot jelképezte.
Még az újbirodalom idejéről is maradt fenn kevésbé időtálló anyagból, például fából készült szoborszekrény. Ezek kialakítása azt mutatja, hogy arra készültek, hogy egymásba helyezzék őket.
Ritka kivételként Mendész és Bubasztisz templomának naosza eredetileg is szabadban, tető nélküli szentélyudvarokban álltak. Az általános elhelyezésük a templomok legelzártabb részén, a szintén naosznak nevezett szentélyben volt.